# Luis Daniel Silva
Luis Daniel Silva (La Habana, 9 de octubre de 1978) es un comediante cubano conocido por su programa de televisión Vivir del cuento y su personaje Pánfilo.
En marzo de 2016, filmó un sketch con Barack Obama, presidente de los Estados Unidos, en que Pánfilo llama a la Casa Blanca y habla con Obama de su próxima visita a Cuba.
Luis Silva tiene grandes imitadores a lo largo y ancho de la isla e incluso humoristas extranjeros. Uno de los más virales ha sido Bryan Pavó Hernández, quién se volvió popular en YouTube en tiempos de cuarentena; y al expresar su descontento ante la exclusión de Facundo del programa cuando Silva le respondió: “¿qué me recomiendas? ¿que suspendamos el programa?”. Luis Daniel Silva ha trabajado en demás programas de la TV cubana, cómo por ejemplo, presentador de Premios Lucas y también, desempeño labor de locutor en "Coordenadas" del Canal Habana. En 2025, emigra a Estados Unidos, donde continúa con su carrera de humorista.